# Exophtalmomètre
Un exophthalmomètre est un instrument de mesure du déplacement de l'œil vers l'avant dans une exophtalmie. Il peut également servir à diagnostiquer l'énophtalmie (recul de l'œil), un signe de fracture du plancher orbitaire ou de certaines tumeurs.

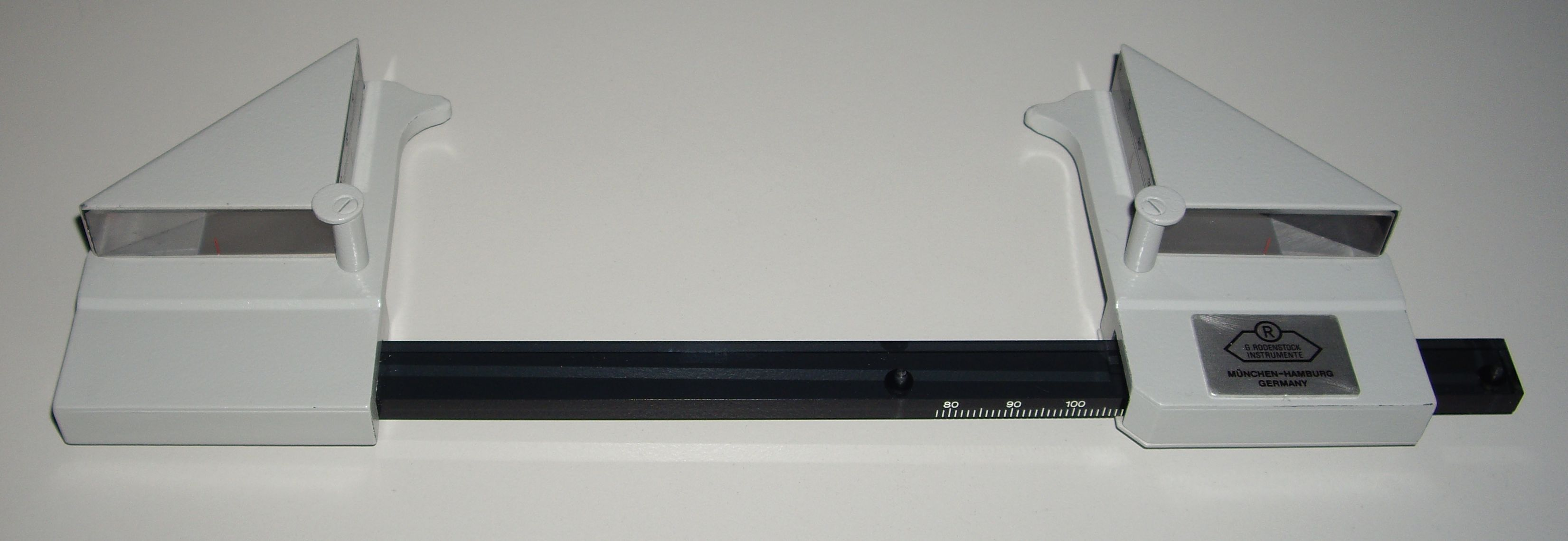
Un exophthalmomètre

Il existe plusieurs types d'exophthalmomètres : les modèles Hertel, Naugle et Luedde comptent parmi les principaux. 